# Олаф I (король Йорвіку)
Олаф I Гутфрітсон (давньоскан. Óláfr Guðrøðsson; ? —941) — король Дубліна у 934—939 роках (як Олаф III), король Йорвіку у 939—941 роках.

## Життєпис

### Молоді роки
Походив з роду Рагнара Лодюрока. Був сином Гутфріта II, короля Дубліна та Йорвіка. Про дату народження нічого невідомо. Замолоду брав участь у походах батька в Ірландії.
У 928 році очолив військо, що пограбувало місто Кілдер у королівстві Лейнстер. У 932 році здобув перемогу при Странфорд-Лохі в Ольстері, а у 933 році розграбував місто Арма. Слідом за цим спільно з військами Ольстеру рушив на північ — проти держави Нейл, але зазнав невдачі.

### Король Дубліна
У 934 році після смерті Гутфріта став новим королем Дубліна. Він намагався продовжити політику батька щодо зміцнення свого становища в Ірландії й водночас отримання можливостей задля розширення меж свого королівства. 935 року рушив проти королівства Брега, де зруйнував фортецю Наут.
Протягом 935—936 років ходив у походи проти центральної Ірландії. У 936 році захопив важливий монастир Конмахнойс. Того ж року знищив потужний флот вікінгів лімерік в Лох-Рі, чим поставив владу Дубліна над усіма державами вікінгів в Ірландії.
937 року уклав союз з королівством Шотландія, зміцнивши шлюбним договором з династією МакАльпін. Незабаром уклав союз з Еоганом I, королем Стратклайда, спрямований проти Етельстана, короля Вессекса, що володів також королівством Йорвік. У вирішальний битві при Брунанбургом Олаф I разом з союзниками зазнав нищівної поразки, що ледь-ледь врятувався.
У 938 році відновив походи в Ірландії. У 938 році захопив місто Кілкуллен в королівстві Лейнстер.

### Король Йорвіку
У 939 році після смерті король Етельстана зумів на чолі потужного війська повернутися до Йорвіку, ставши там королем. Замість нього королем Дубліну став брат Блакайр.
Слідом за цим Олаф I рушив до Мерсії, де взяв в облогу місто Нортгемптон, втім невдало. Після цього рушив на південь, де біля Лестера зустрів вессекське військо на чолі із Едмундом I. Втім битва не відбулася, за посередництва Одо, архієпископа Кентерберійського, та Вульфстана, архієпископа Йорвіку, укладено мирний договір, за яким Олафа I визнано королем Йорвіку. 940 року (за іншими відомостями пізніше) раптовим ударом захопив область П'яти міст — графства Дербі, Лестер, Лінкольн, Ноттінгем, Стемфорд.
У 941 році Олафа I було вбито, після чого почалося селянське повстання. Новим королем зумів стати Олаф, син Сігтриґа I. За іншими відомостями Олаф II переміг Олафа I у битві неподалік від Йорвіку.

## Родина
- Гутфріт
- Івар
- Камман (д/н—960), морський конунг